# Selkäsaari (ö i Kajanaland, Kehys-Kainuu, lat 65,27, long 29,33)
Selkäsaari är en ö i Finland. Den ligger i sjön Saarijärvi och i kommunen Suomussalmi i den ekonomiska regionen  Kehys-Kainuu  och landskapet Kajanaland, i den nordöstra delen av landet, 600 km norr om huvudstaden Helsingfors. Öns area är 3,4 hektar och dess största längd är 340 meter i nord-sydlig riktning.